# Samuele Vital
Samuele Vital (fl. XVIII secolo) è stato un giurista italiano deI XVIII secolo.

Riflessioni sulle assicurazioni, 1797
(Fondazione Mansutti, Milano).

Membro dell'Accademia degli Arcadi Romano-Sonziaci, nel 1796 donò la propria biblioteca alla città di Trieste. I suoi testi offrono notizie dettagliate sulle compagnie di assicurazione cittadine della fine del XVIII secolo, tra cui il Banco di assicurazioni e cambi marittimi (1782), la Camera di assicurazioni (1788) e la Società greca di assicurazioni (1789). Vital prese parte anche alla commissione austriaca per la riforma del codice di navigazione, assicurazioni e cambi marittimi, ma che non ebbe molto successo.